# آنوسکا کوستر
آنوسکا کوستر (انگلیسی: Anouska Koster؛ زادهٔ ۲۰ اوت ۱۹۹۳) دوچرخه‌سوار اهل پادشاهی هلند است.
از باشگاه‌هایی که در آن بازی کرده‌است می‌توان به بولز–دولمنز اشاره کرد.